# فیرچایلد هیلر اف‌اچ۱۱۰۰
فیرچایلد هیلر اف‌اچ۱۱۰۰ (به انگلیسی: Fairchild Hiller FH-1100) یک بالگرد تک‌موتور، تک‌روتور دوملخه است که برای عملیات شناسایی و نیروی زمینی ایالات متحده آمریکا ساخته شد. این محصول مشترک، توسط نیروی زمینی آمریکا مردود اعلام شد ولی بعدها شرکت فیرچایلد توانست شرکت هیلر را خریداری کند و ۲۵۳ فروند از این محصول را روانه بازارهای غیرنظامی کند و حتی به ارتش کشورهای دیگر نیز بفروشد. خط تولید اف‌اچ۱۱۰۰ در فلوریدا بود.

## طراحی و توسعه

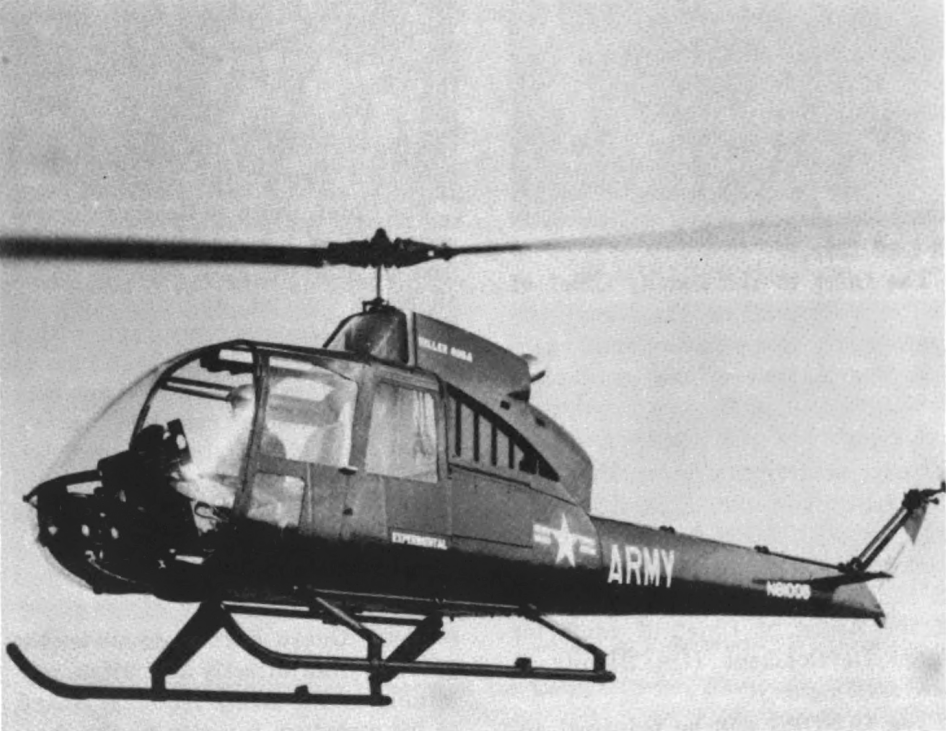
مدلی از اف‌اچ۱۱۰۰ ارائه شده به ارتش آمریکا برای ارزیابی (OH-5A)

در اکتبر ۱۹۶۰ میلادی ارتش ایالات متحده آمریکا در یک ناقصه به ۱۲ شرکت آمریکایی سفارش ساخت یک بالگرد سبک برای شناسایی را داد و هواگردسازی هیلر، بل هلیکوپتر و هیوز هلیکوپترز جزء شرکتهایی بودند که به رقابت پرداختند. شرکت هیلر در سال ۱۹۶۱ طرح خود را به نیروهای مسلح آمریکا ارائه کرد و بالگرد ۱۱۰۰ به دلیل وزن و شرایط مناسبش، بین ۳ طرح برنده برای نیروی دریایی ایالات متحده آمریکا جای گرفت. طرح‌ها ارائه‌شدند و نخستین پیش‌نمونه در سال ۱۹۶۳ پرواز کرد و مورد پذیرش قرار گرفت. در این میان، نمایندهٔ شرکت بل یعنی بل وای‌اواچ-۴ از گردونهٔ رقابت حذف شد و هیلر و هیوز به رقابت خود ادامه دادند. پس از بررسی و آنالیز هزینه‌های دو شرکت، هیوز کار خود را ارزان‌تر تمام کرد و باعث شد در سال ۱۹۶۵ نیروهای مسلح آمریکا هیلر را از گردونه حذف کنند و هیوز را برگزینند. شرکت هیلر شکایت خود را ارائه کرد ولی به نتیجه‌ای نرسید و ارتش و نیروی دریایی آمریکا بالگرد هیوز اواچ-۶ کایوس را بعنوان برندهٔ مناقصه برگزید.
ولی در سال ۱۹۶۷ شرکت هیوز نتوانست طبق قراردادش به وعده‌ها عمل کند؛ ارتش رو به هیلر آورد ولی هیلر تصمیم گرفت به ساخت بالگردهای تجاری بپردازد و خود را درگیر نکند؛ بنابراین بالگرد اف‌اچ۱۱۰۰ راه خود را به بازارهای غیرنظامی پیدا کرد.
اف‌اچ۱۱۰۰ در سال سال ۱۹۷۳ توقف تولید شد. در سال ۲۰۰۰ شرکت تلاش کرد تا این بالگرد را دوباره به خط تولید بازگرداند ولی موفق نشد که از اداره هوانوردی فدرال مجوز تولید دریافت کند. زیرا این بالگرد با استانداردهای امروز فاصلهٔ بسیاری دارد.

## کاربران پیشین
آرژانتین
 برزیل
 کانادا
 اکوادور
 السالوادور
 پاناما
 ایالات متحده آمریکا

## مشخصات
داده‌ها از Jane's All The World's Aircraft 1966–67 FAA.gov
ویژگی‌های عمومی
- خدمه: ۱
- ظرفیت: ۴ سرنشین
- طول: ۲۷ فوت ۹٫۵ اینچ (۸٫۴۷۱ متر) fuselage
- عرض: ۴ فوت ۴ اینچ (۱٫۳۲ متر) fuselage
- ارتفاع: ۹ فوت ۳٫۵ اینچ (۲٫۸۳۲ متر)
- وزن خالی: ۱٬۳۷۰ پوند (۶۲۱ کیلوگرم)
- بیشترین وزن برخاست: ۲٬۷۵۰ پوند (۱٬۲۴۷ کیلوگرم)
- ظرفیت سوخت: ۶۹ گالون آمریکایی (۵۷ گالون بریتانیایی؛ ۲۶۱ لیتر) باک سوخت داخلی ۶۶ گالون آمریکایی (۵۵ گالون بریتانیایی؛ ۲۵۰ لیتر) in two auxiliary taks on starboard rear fuselage.
- پیشرانه: ۱ عدد موتور توربوشفت آلیسون مدل ۲۵۰ C18, ۳۱۷ اسب بخار کوتاه (۲۳۶ کیلووات)   for take-off
- قطر روتور اصلی:  ۳۵ فوت ۵ اینچ (۱۰٫۸۰ متر)
- مساحت روتور اصلی: ۹۸۱ فوت مربع (۹۱٫۱ متر مربع) * Blade section: - NACA 63-015[۹]

عملکرد
- سرعت کروز: ۱۲۷ مایل بر ساعت (۲۰۴ کیلومتر بر ساعت، ۱۱۰ گره) maximum at ۵٬۰۰۰ فوت (۱٬۵۲۴ متر)

۱۲۲ مایل بر ساعت (۱۰۶ گره؛ ۱۹۶ کیلومتر بر ساعت) economical
- بُرد: ۳۴۸ مایل (۵۶۰ کیلومتر، ۳۰۲ مایل دریایی) max payload, no reserve
- بُرد معبر: ۶۶۸ مایل (۱٬۰۷۵ کیلومتر، ۵۸۰ مایل دریایی) with ferry tanks, minimum payload no reserve
- حداکثر ارتفاع: ۱۴٬۲۰۰ فوت (۴٬۳۰۰ متر) * Hover ceiling IGE: ۱۳٬۴۰۰ فوت (۴٬۰۸۴ متر)
- Hover ceiling OGE: ۸٬۴۰۰ فوت (۲٬۵۶۰ متر)
- نرخ صعود: ۱٬۶۰۰ فوت بر دقیقه (۸٫۱ متر بر ثانیه) maximum
- Vertical rate of climb: ۸۰۰ فوت بر دقیقه (۴٫۰۶ متر بر ثانیه)
- بارگیری دیسک: ۲٫۸ پوند بر فوت مربع (۱۴ کیلوگرم بر متر مربع)